# Kepler-23 c
Kepler-23 c (KOI 168.02, KOI-168 c, GSC 03564-01806 c, KIC 11512246 c, 2MASS J19365254+4928452 c) — вторая из трёх экзопланет у звезды Kepler-23 в созвездии Лебедя.
Экзопланета представляет собой планету нагретую до 995 Кельвина. Радиус Kepler-23 b равен трём земным радиусам. Она обращается на расстоянии 0,099 а. е. от звезды, совершая полный оборот за 11 суток.

## Родная звезда
Звезда Kepler-23, также известна как GSC 03564-01806, относится к звездам спектрального класса G2 V. Звезда находится в 2609 световых лет от Земли в созвездии Лебедя. Вокруг звезды обращаются, как минимум, две планеты и один неподтверждённый кандидат в планеты.
Kepler-23 — звезда 13,438 видимой величины, по своим параметрам похожая на наше Солнце. Её масса и радиус равны 1,11 и 1,52 солнечных; температура поверхности составляет около 5760 кельвинов. По возрасту Kepler-23 немного старше нашего Солнца — ей около 6 миллиардов лет. Звезда получила своё наименование в честь космического телескопа Кеплер, открывшего у неё планеты.

## Статьи
- Eric B. Ford  et all. Transit Timing Observations from Kepler: II. Confirmation of Two Multiplanet Systems via a Non-parametric Correlation Analysis (англ.). — 2011. — arXiv:1201.5409v1.
- William D. Cochran et all. Kepler 18-b, c, and d: A System Of Three Planets Confirmed by Transit Timing Variations, Lightcurve Validation, Spitzer Photometry and Radial Velocity Measurements (англ.). — 2011. — arXiv:1110.0820v1.
- William J. Borucki. Characteristics of planetary candidates observed by Kepler, II: Analysis of the first four months of data (англ.). — 2011. — arXiv:1102.0541v2.
- Stephen R. Kane, Dawn M. Gelino. Decoupling Phase Variations in Multi-Planet Systems (англ.) // The Astrophysical Journal. — IOP Publishing, 2012. — arXiv:1211.6747v1.
- Montet B., Johnson J. DModel-Independent Stellar and Planetary Masses from Multi-Transiting Exoplanetary Systems (недоступная ссылка — история) (англ.). — 2012. — arXiv:1211.4028v1.

## Каталоги
- Kepler-23 c (англ.). exoplanets.org. Архивировано 11 июля 2013 года.
- Kepler-23 c (англ.). Open Exoplanet Catalogue. Архивировано из оригинала 11 июля 2013 года.
- Kepler-23 c (англ.). Ames Research Center. Архивировано 11 июля 2013 года.
- Kepler-23 c (англ.). NASA Exoplanet Archive. Архивировано 11 июля 2013 года.
- Kepler-23 c (англ.). SIMBAD. Архивировано 11 июля 2013 года.